# Westraltrachia pillarana
Westraltrachia pillarana är en snäckart som beskrevs av Alan Solem 1984. Westraltrachia pillarana ingår i släktet Westraltrachia och familjen Camaenidae. Inga underarter finns listade i Catalogue of Life.